# Wiktor Wysoczański
Wiktor Wysoczański (24. března 1939 Wysocko Wyżne – 27. dubna 2023) byl polský duchovní, teolog a vedoucí biskup Starokatolické církve v Polsku.

## Životopis
Po kněžském svěcení dne 2. února 1963 obdržel dne 5. června 1983 ve Varšavě biskupské svěcení od arcibiskupa Utrechtu Marina Koka poté, co byl jmenován biskupem ve Vratislavi již dne 15. května 1975.
Byl členem Křesťanské mírové konference a účastníkem V. Všekřesťanského mírového shromáždění 1978 a VI. Všekřesťanského mírového shromáždění 1985 v Praze.
Byl zvolen v roce 1995 jako nástupce Tadeusze Majewskiho na místě předsedajícího biskupa Polské katolické církve. V letech 1990–1996 a 2002–2008 byl rektorem Křesťanské teologické akademie ve Varšavě. Od roku 2011 byl místopředseda Polské ekumenické rady.
V roce 1999 obdržel čestný doktorát Katolické teologické fakulty univerzity v Bernu.